# Jesús María Amilibia Iraragorri
Jesús María Amilibia Iraragorri (Bilbao, 1943) és un periodista i escriptor basc.

## Premsa escrita
Es va iniciar en la carrera periodística en el Diari Pueblo, realitzant informacions de caràcter general. Per un dels seus articles, va ser condemnat a 6 mesos de presó per calúmnies al sacerdot d'Oiartzun, José Remigio Orcolaga, del qual va publicar que havia realitzat homilies subversives.
Posteriorment, ha escrit en altres periòdics com El Imparcial, Informaciones i ABC. Especialitzat en crònica social, ha estat col·laborador habitual en les revistes d'aquest gènere destacant ¡Hola!, Semana, Diez Minutos, encara que també ha escrit a Interviú i en publicacions satíriques com La Codorniz o Hermano Lobo. En l'actualitat escriu al diari La Razón.

## Ràdio
Amilibia va ser un dels periodistes que va inaugurar la programació de la cadena Antena 3 Radio i al costat de Felipe Navarro (Yale) va presentar el magazín diari Gente simpática (1982-1984), que es converteix en un dels programes més destacats de l'emissora.
En 1988 es va incorporar a Protagonistes l'espai de Luis del Olmo, substituint Jesús Mariñas en la cobertura de la informació rosa. Només va romandre unes setmanes a causa dels seus posteriors problemes amb la Justícia.

## Televisió
En 1981 va posar en marxa el primer programa de televisió enterament dedicat a informar sobre l'actualitat dels famosos (el que es va anomenar Premsa del cor), amb un títol que ja anunciava el que seria futur desenvolupament del periodisme del cor: Bla, bla, bla de TVE, i que va presentar amb Marisa Abad entre 1981 i 1983.
Posteriorment, el 1985 col·labora amb Pedro Macía presentant la secció de societat en el programa que s'emetia arreu d'Hispanoamèrica Punto de encuentro.
En 1997 va compartir plató amb Mayra Gómez Kemp a 7 de corazones, un programa de la TV local de Madrid Canal 7.
En els últims anys ha col·laborat en tertúlies i debat sobre crònica social en diferents programes de televisió, com Hormigas blancas (2007), de Jorge Javier Vázquez a Telecinco.

## Altres dades
- En 1976 va ser processat per Jutjat d'Instrucció Degà Especial de Premsa i Impremta al costat del periodista Felipe Navarro (Yale) pel seu llibre El día que perdí aquello, en el qual diferents personatges famosos narraven les seves experiències sexuals de forma explícita.[5]
- El 28 d'octubre de 1988, com a conseqüència d'una discussió provocada per un incident automobilístic, Amilibia va disparar contra el conductor de l'altre vehicle, José María Fernández Villanueva,[6] al qual va ferir greument i finalment li va provocar la mort. El periodista va ingressar a presó i va ser condemnat per homicidi a 17 anys de presó per l'Audiència Provincial de Madrid.[7] En 1994 va sortir en règim obert.
- És vidu de la periodista Ketty Kaufmann.

## Llibres publicats
- El día que perdí... aquello (1975), amb Yale.
- Los fantasmas de barro  (1975).
- Españoles todos (1978).
- Yo, periodista (1979).
- La Pacheca, furcia y mártir (1982).
- Estamos rodeados (1988).
- El hombre atado (1990).
- El barbero de FILESA (1993).
- Cartas de amor a Mario Conde (1993).
- ¡¡Gora Stalin!!, el gudari cojo (2002).
- El gallo del franquismo (2004), sobre el periodista Emilio Romero.
- Atados a la columna (2005).
- El amigo de Jack Nicholson (novel·la) (2005).
- Érase una vez un príncipe republicano (novel·la) (2012).